# Casa de Braganza
La casa de Braganza, oficialmente Sereníssima casa de Bragança, fue la casa reinante en Portugal desde el año 1640 hasta 1853, y en Brasil hasta 1889. 
Ocuparon el trono portugués desde el ascenso del rey Juan IV de Portugal hasta la unión matrimonial de la reina María II de Portugal, de la dinastía de Braganza, con el príncipe Fernando de Sajonia-Coburgo-Gotha, de la dinastía de Wettin, la cual dio origen a la casa de Braganza Sajonia-Coburgo y Gotha.

## Historia

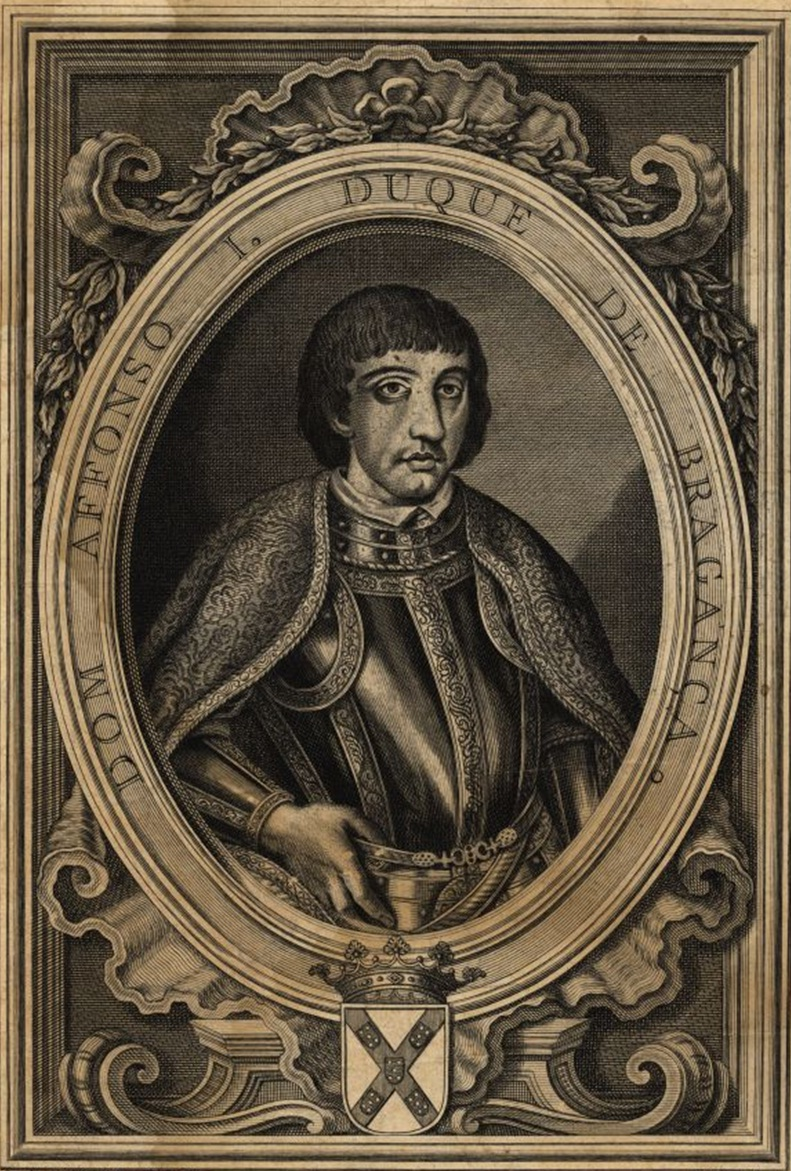
Alfonso, primer duque de Braganza.

Tuvo su origen en Alfonso de Portugal, VIII conde de Barcelos, cuando en el año 1442, su medio-sobrino, el rey Alfonso V de Portugal, le concedió el título de I duque de Braganza.
Entre los descendientes de Alfonso I de Braganza se encontraba el Cardenal Enrique I —quien no era miembro de esta casa—, que reina desde 1578 hasta 1580. A la muerte del cardenal y a la falta de descendencia, hubo varios pretendientes y aspirantes al trono portugués, la ganó Felipe II de España (Felipe I de Portugal), hijo de Isabel de Portugal y nieto de Manuel I de Portugal. La unión dinástica con España duró 60 años, desde 1580 a 1640, cuando Juan II de Braganza, VII duque de Braganza y su esposa Luisa de Guzmán, encabezaron una serie de ataques y conspiraciones que culminaron en una revolución en contra de Felipe IV de España, logrando la independencia del país.

### Reyes de Portugal

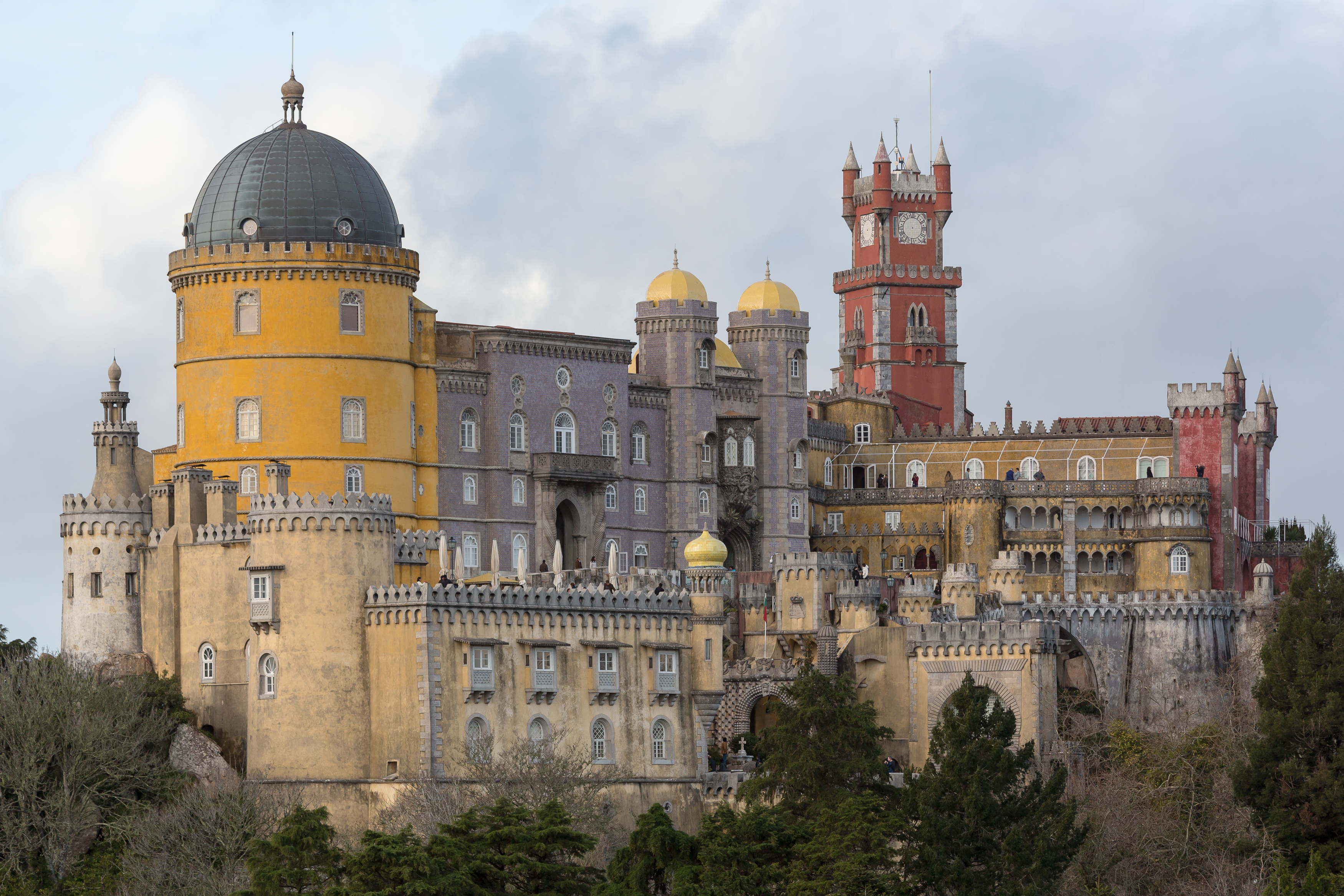
Palacio nacional da Pena.

Juan II de Braganza, llamado el Restaurador, subió al trono con el nombre de Juan IV convirtiéndose el primer rey de la casa de Braganza reinando desde 1640 hasta su muerte en 1656; le sucedió su hijo Alfonso VI de Portugal, quien reinó desde 1656 hasta 1683. A la muerte de Alfonso VI, lo sucedió su hermano Pedro II de Portugal, quien reinó desde 1683 hasta 1706 siendo sucedido a su vez por su hijo Juan V de Portugal, que reinó desde 1706 hasta 1750. 
En el año 1750 subió al trono José I de Portugal, que reinó desde 1750 hasta 1777, cuya hija María de Braganza (heredera al trono) se casó con su tío Pedro de Braganza (hermano de José I), y ambos reinaron conjuntamente como María I de Portugal y Pedro III de Portugal.
Cuando la invasión napoleónica llegó a Portugal, Juan VI de Portugal (hijo de Doña María I y Don Pedro III) se retiró a Brasil, de donde regresó en el año 1821. A su muerte en 1826 fue sucedido por su hijo Pedro IV de Portugal, quien optó por el Imperio del Brasil y abdicó al trono de Portugal a favor de su hija María II de Portugal, de entonces 7 años de edad. Sin embargo María II fue derrocada en 1828 por su tío Miguel I y no recuperaría el trono hasta 1834, cuando Miguel I fue obligado a abdicar. Sin embargo, en el exilio Miguel seguiría reclamando sus derechos, originándose la rama miguelista en oposición a la línea reinante, llamada constitucional.
María II posteriormente contraería matrimonio con el noble alemán Fernando de Sajonia-Coburgo-Gotha, quién reinó con el nombre de Fernando II. Fue sucedida por Pedro V de Portugal, el hijo de ambos y primer miembro de la llamada casa de Braganza Sajonia-Coburgo y Gotha.

### Casa de Braganza Sajonia-Coburgo y Gotha

Bandera de Portugal durante el reinado de la casa de Braganza-Wettin.

A pesar del cambio dinástico, la Casa Real mantuvo el nombre de Braganza, por lo que la casa de Braganza Sajonia-Coburgo y Gotha es considerada una rama de la casa de Braganza, lo que extiende el debate del número de dinastías que han gobernado Portugal.
Pedro V reinó hasta su muerte en 1861, tras lo cual lo sucedió su hermano Luis I de Portugal, quien reinó hasta su muerte en 1889. Le sucedió a su vez su hijo Carlos I de Portugal, que reinó desde 1889 hasta que murió asesinado junto a su heredero Luis Felipe de Braganza en 1908 durante el regicidio de Lisboa. Carlos I fue sucedido por Manuel II de Portugal, el segundo de sus hijos y el que sería el último de los Braganza reinantes al ser destronado por la revolución republicana de 1910.

### Desde la proclamación de la república

Palacio Ducal de Vila Viçosa, sede de la casa de Braganza.

En 1922 y en el exilio, Manuel II firmó el pacto de París con el pretendiente miguelista Eduardo Nuño de Braganza, nieto de Miguel I, mediante el cual se reconocía a Manuel como legítimo rey y a Eduardo Nuño como jefe de casa de Braganza y heredero de Manuel al no tener este descendencia, uniéndose de esta manera ambas ramas, la constitucional y miguelista. Actualmente la Jefatura de la Familia y casa de Braganza es ostentanda por el hijo de Eduardo Nuño, Eduardo Pío, duque de Braganza, siendo reconocido como tal tanto por la República Portuguesa como por todas las Casas Reales europeas. Sin embargo, tanto Pedro José Folque de Mendoça, VI duque de Loulé, como el heredero de María Pía de Sajonia-Coburgo Braganza (Rosario Poidimani) pretenden la jefatura de la misma, el primero al ser descendiente de Ana de Jesús de Braganza mientras que el segundo al ser su madre adoptiva una supuesta hija ilegítima de Carlos I de Portugal.

## Genealogía

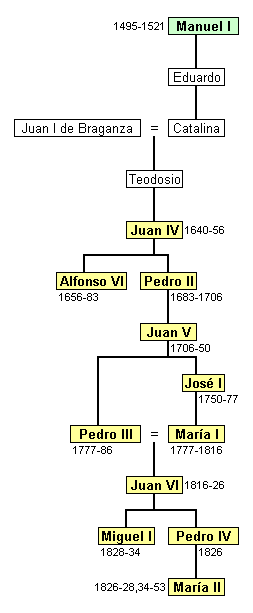
Árbol genealógico de los reyes de Portugal de la casa de Braganza (en amarillo). Se incluye su parentesco con el rey Manuel I (en verde) de la casa de Avis. No incluye la rama de Braganza Sajonia-Coburgo y Gotha